# ホァン・トゥイリン
黄垂玲（ホァン・トゥイリン、國語字：Hoàng Thùy Linh、1988年8月11日 - ）は、ベトナムの歌手および女優であり、2007年のヒットテレビドラマ「ヴァンアインの日記」への出演で有名である。

## ディスコグラフィ

### アルバム
- 『ホァン・トゥイリン』HOÀNG THÙY LINH（2010年）
- 『急がないで』DON'T RUSH（2011年）
- 『黃／ホァン』HOÀNG（2019年）

### コンパクト盤
- 『ホァン・トゥイリン』HOÀNG THÙY LINH（2013年）

## フィルモグラフィ

### 映画
- 『アイドル』（2013年）
- 『モンスターの心』（2020年）

### テレビドラマ
- 『生道』（2004年）
- 『運命の冗談』（2005年）
- 『太陽に向かって行く』（2006年）
- 『ヴァンアインの日記（第2部）』（2007年）
- 『迷路』（2019年）